# 东侯坊镇
东侯坊镇，是中华人民共和国河北省石家庄市无极县下辖的一个乡镇级行政单位，原名东侯坊乡，2023年2月13日撤乡设镇。

## 行政区划
东侯坊镇下辖以下地区：
东候坊村、北候坊村、南候坊村、古庄村、西南汪村、武家庄村、西池阳村、南池阳村、罗庄村、甄村、东朱村、西马村、东马村、南马村、北马村、马古庄村、北朱村、南朱村、东阳一村、东阳二村、东阳三村、曹家庄村、东丰村和东丰庄村。